# Салаватов, Далгат Набиевич
Далгат Набиевич Салаватов (21 декабря 1972, Кафыр-Кумух, Буйнакский район, Дагестанская АССР, РСФСР, СССР) — российский спортсмен, специализируется по ушу. Трёхкратный чемпион России по ушу, призёр чемпионата мира и Европы.

## Спортивная карьера
Ушу-саньда начал заниматься с 1989 года в спортивном клубе «Канзун». Тренер А. Лабазанов. В 1995 году в американском Балтиморе стал бронзовым призёром чемпионата мира. В 1998 году стал серебряным призёром чемпионата Европы в Афинах.

## Спортивные достижения
- Чемпионат России по ушу-саньда 1995 — ;
- Чемпионат мира по ушу-саньда 1995 — ;
- Чемпионат России по ушу-саньда 1996 — ;
- Чемпионат Европы по ушу-саньда 1998 — ;
- Чемпионат России по ушу-саньда 2000 — ;

## Образование
В 1989 году окончил Кафыр-Кумухскую школу.